# Glen Rose
La ville de Glen Rose est le siège du comté de Somervell, dans l’État du Texas, aux États-Unis. Sa population s’élevait à 2 444 habitants lors du recensement de 2010, estimée à 2 594 habitants en 2016.

## Source
- (en) Cet article est partiellement ou en totalité issu de l’article de Wikipédia en anglais intitulé « Glen Rose, Texas » (voir la liste des auteurs).